# Ралль, Василий Фёдорович
Василий Фёдорович Ралль (12 августа 1818 — 6 ноября 1883) — генерал от инфантерии, член Военного совета.

## Биография
Происходил из дворян Тверской губернии, родился 12 августа 1818 года, племянник генерал-майора Ф. Ф. Ралля.
6 декабря 1837 года из юнкеров школы гвардейских подпрапорщиков и кавалерийских юнкеров был произведён в прапорщики лейб-гвардии Егерского полка и был адъютантом генералов Гурко и Офросимова. В Егерском полку Ралль прослужил до 1 января 1846 года, когда, в чине штабс-капитана, был уволен в бессрочный отпуск с переводом в лейб-гвардии Преображенский полк.
В 1848 году он снова вернулся в лейб-гвардии Егерский полк, 23 апреля 1850 году перешёл в лейб-гвардии Финляндский, а 2 мая 1854 году — в лейб-гвардии Семёновский полк, с производством в полковники.
С 31 августа 1855 до 9 июня 1857 года Ралль командовал Белорусским гусарским резервным полком, а затем состоял по армейской пехоте до 24 апреля 1859 года, когда был назначен командиром Самогитского гренадерского эрцгерцога Франца-Карла полка. С 12 ноября 1860 года Ралль был командиром Кексгольмского гренадерского императора австрийского полка, 30 августа 1861 года произведён в генерал-майоры.
26 августа 1863 года назначен командиром лейб-гвардии Волынского полка, с которым принимал участие в подавлении Польского мятежа; 30 августа 1865 году награждён орденом св. Анны 1-й степени и назначен командующим 36-й пехотной дивизией.
29 апреля 1868 года получил чин генерал-лейтенанта, с утверждением начальником 35-й пехотной дивизии, и в этой должности награждён орденами: св. Владимира 2-й степени (в 1870 году), Белого Орла (в 1872 году) и св. Александра Невского (в 1875 году).
19 февраля 1877 года Ралль был назначен командиром 6-го, 4 марта того же года — 5-го, а 7 сентября 1878 года — 10-го армейских корпусов. Назначенный 17 апреля 1879 года членом Военного совета, он в сентябре того же года награждён был алмазными знаками к ордену св. Александра Невского, 15 мая 1883 года произведён в генералы от инфантерии, а в ночь на 6 ноября того же 1883 года скончался.

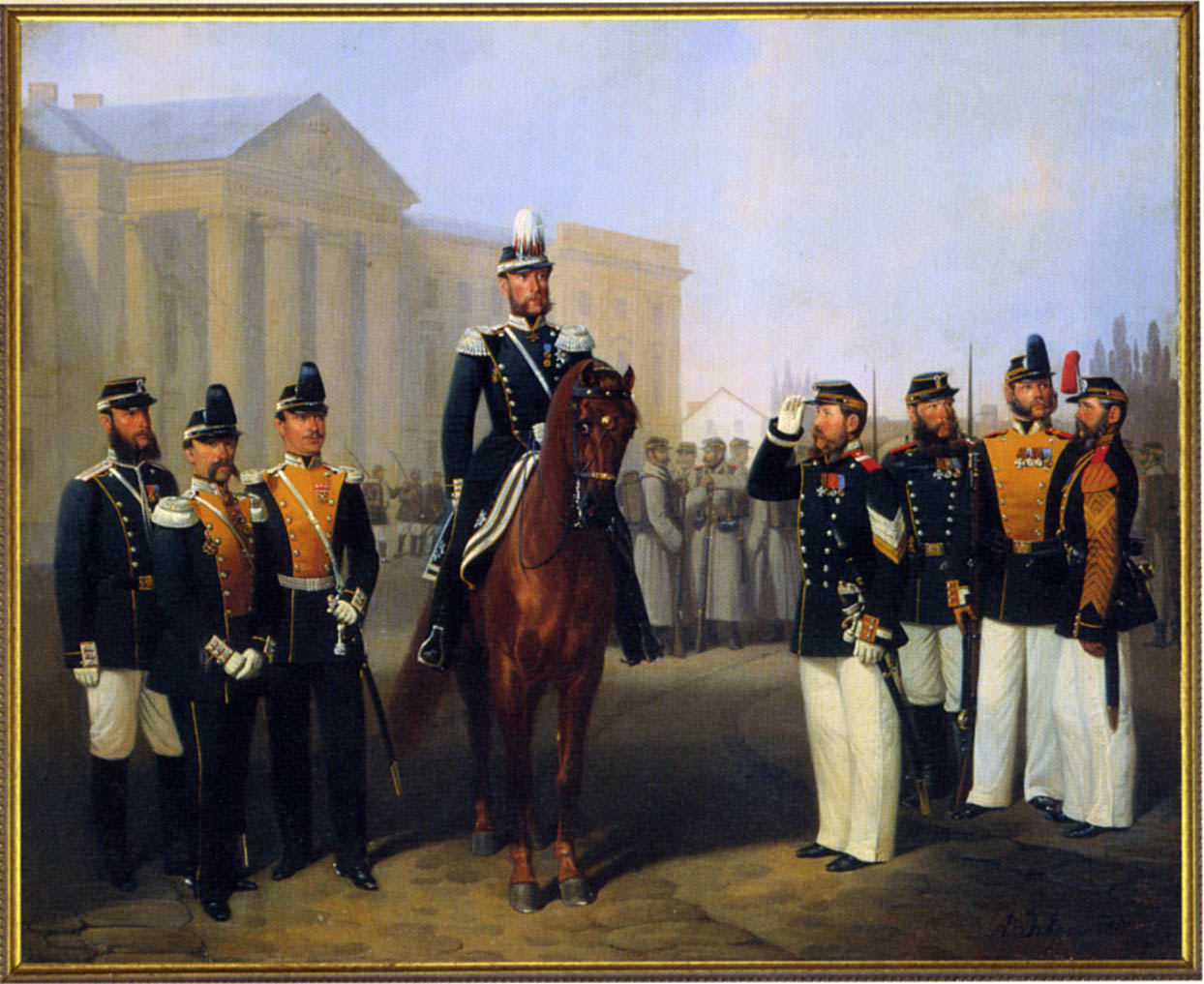
Группа чинов лейб-гвардии Волынского полка в Варшаве у Бельведерского дворца. 1864 г. В центре на коне — командир полка генерал-майор В. Ф. Ралль. Картина А. Йебенса (Артиллерийский музей).